# Biała Leśniczówka (Górowo Iławeckie)
Biała Leśniczówka (deutsch Steinbruch) war ein Ort im ostpreußischen Kreis Preußisch Eylau. Seine Ortsstelle gehört jetzt zur Landgemeinde Górowo Iławeckie (Landsberg) im Powiat Bartoszycki (Kreis Bartenstein) in der polnischen Woiwodschaft Ermland-Masuren.

## Geographische Lage
Die Ortsstelle von Biała Leśniczówka liegt 500 Meter nordöstlich des Naturreservats  Toter See (polnisch Jezioro Martwe) weniger hundert Meter südlich der polnisch-russischen Staatsgrenze im Nordwesten der Woiwodschaft Ermland-Masuren. Bis zur früheren und heute auf russischem Gebiet gelegenen Kreisstadt Preußisch Eylau (russisch Bagrationowsk) sind es zwölf Kilometer in östlicher Richtung, während die heutige Kreismetropole Bartoszyce (deutsch Bartenstein) 27 Kilometer in südöstlicher Richtung entfernt liegt.

## Geschichte
Die ehemalige und zum Wildenhoffer Forst gehörende Försterei Bärenwinkel – noch vor 1928 Steinbruch genannt – wurde im Jahre 1920 gegründet. Sie war als Teil des Gutsbezirks Gallingen (polnisch Galiny) zum Amtsbezirk Rositten (heute russisch Bogatowo) im ostpreußischen Kreis Preußisch Eylau, Regierungsbezirk Königsberg, zugehörig.
Am 30. September 1928 wurde Steinbruch zusammen mit den Gutsbezirken Heinrichsbruch (polnisch Szklarnia) und Wildenhoff zur neuen Landgemeinde Wildenhoff im Amtsbezirk Wildenhoff zusammengeschlossen.
Als 1945 in Kriegsfolge Ostpreußen an die Sowjetunion (Nordteil) bzw. an Polen (Südteil) abgetreten wurde, befand sich die Ortsstelle Steinbruchs unmittelbar im Grenzbereich aus polnischer Seite. War der Ort auch schon vor 1945 nicht mehr regulär besiedelt, so blieb sie wohl – trotz der Vergabe der polnischen Namensform „Biała Leśniczówka“ unbewohnt und galt schließlich – und das bis heute – als untergegangen. Die Ortsstelle gehört heute zur Gmina Górowo Iławeckie im Powiat Bartoszycki, von 1975 bis 1998 der Woiwodschaft Olsztyn, seither der Woiwodschaft Ermland-Masuren zugeordnet.

## Religion
Steinbruch war bis 1945 mit den Gutsbezirken Gallingen bzw. Wildenhoff in das Kirchspiel der evangelischen Kirche Canditten (polnisch Kandyty) in der Kirchenprovinz Ostpreußen der Kirche der Altpreußischen Union eingegliedert.

## Verkehr
Die kaum noch erkennbare Ortsstelle von Steinbruch resp. Biała Leśniczówka ist über Landwegverbindungen von Galiny bzw. von Dzikowo Iławeckie aus zu erreichen.